# Rhode Island red

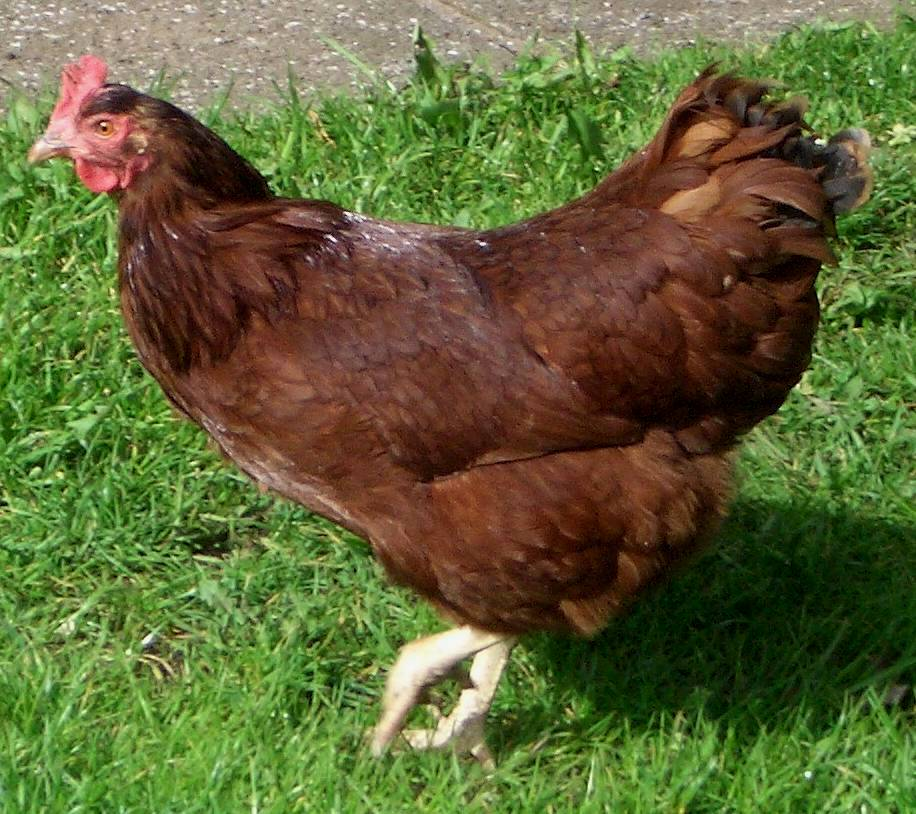
Höna av hönsrasen Rhode Island Red.

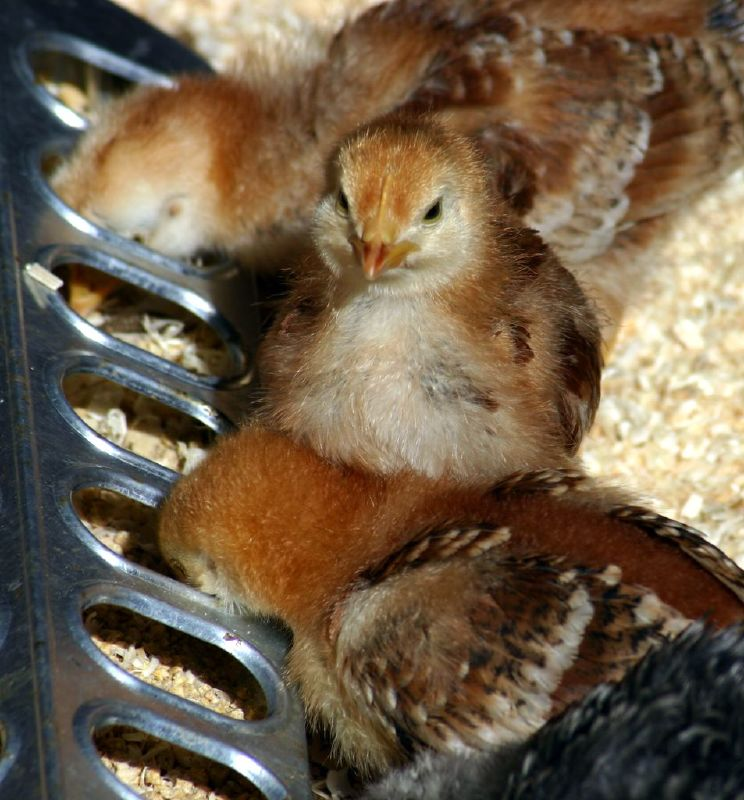
Kycklingar.

Rhode Island red, förkortat RIR, är en tung hönsras namngiven efter den amerikanska delstaten Rhode Island och efter sin mycket speciella mörkt röda färg. Det är en utmärkt kött- och värpras och finns även som dvärgvariant, framavlad i Tyskland.
En höna väger 2,6-3 kilogram och en tupp väger 3,3-4 kilogram. För dvärgvarianten är vikten omkring 900 gram för en höna och ett kilogram för en tupp. Äggen från en stor höna är bruna och stora väger 60-70 gram. Dvärgvariantens ägg är ljusbruna och väger cirka 40 gram. Rasen har vanligen god befruktning av äggen. Hönornas ruvlust är svag. 
Rhode Island red är en snabbvuxen ras, dock blir kycklingarna fullt befjädrade först ganska sent. Hönorna börjar värpa vid omkring 6 månaders ålder.
Rasen har ett lugnt temperament och är inte särskilt benägen att flyga. Rhode Island red har använts i avelsarbete för att få fram andra hönsraser, bland annat New Hampshire.

## Färger
- Röd RIR-färg